# 8458 Georgekoenig
A 8458 Georgekoenig (ideiglenes jelöléssel (8458) 1981 EY9) a Naprendszer kisbolygóövében található aszteroida. Schelte J. Bus fedezte fel 1981. március 1-jén.